# Liddes
Liddes – miejscowość i gmina (commune) w południowej Szwajcarii, w kantonie Valais, w okręgu (district) Entremont.

## Demografia
W Liddes mieszka 749 osób. W 2021 roku 8,9% populacji gminy stanowiły osoby urodzone poza Szwajcarią. 

## Transport
Przez teren gminy przebiega droga główna nr 21. 